# Escobosa de Almazán
Escobosa de Almazán település Spanyolországban, Soria tartományban. Escobosa de Almazán Nolay, Maján, Momblona, Soliedra, Coscurita és Nepas községekkel határos. Lakosainak száma 20 fő (2024).

## Népesség
A település népessége az elmúlt években az alábbi módon változott:
| Lakosok száma | 40   | 38   | 39   | 36   | 29   | 28   | 23   | 21   | 20   | 20   |
|               | 2001 | 2004 | 2007 | 2009 | 2012 | 2014 | 2017 | 2019 | 2022 | 2024 |